# أندرو بيرغمان
أندرو بيرغمان (بالإنجليزية: Andrew Bergman)‏ (و. 1945  م) هو كاتب سيناريو، ومنتج أفلام، ومخرج أفلام، وكاتب أمريكي، ولد في كوينز.

## التعليم
تعلم في جامعة بينغامتون، وجامعة ويسكونسن-ماديسون.

## وصلات خارجية
- أندرو بيرغمان على موقع IMDb (الإنجليزية)
- أندرو بيرغمان على موقع ألو سيني (الفرنسية)
- أندرو بيرغمان على موقع أول موفي (الإنجليزية)
- أندرو بيرغمان على موقع قاعدة بيانات برودواي على الإنترنت (الإنجليزية)
- أندرو بيرغمان على موقع قاعدة بيانات الأفلام السويدية (السويدية)
- أندرو بيرغمان على موقع إن إن دي بي (الإنجليزية)
- أندرو بيرغمان على موقع قاعدة بيانات الفيلم (الإنجليزية)
- أندرو بيرغمان على موقع كينوبويسك (الروسية)